# Passawe
Passawe är en klan i Liberia.   Den ligger i regionen Grand Cape Mount County, i den västra delen av landet, 100 km nordväst om huvudstaden Monrovia.